# Keith (filme)
Keith é um filme independente estadunidense dirigido por Todd Kessler e estrelado pelo ator/cantor Jesse McCartney e a atriz Elisabeth Harnois. Teve sua estreia em 2008. O filme conta a história de um garoto problemático, e com inveja de uma garota com a vida aparentemente perfeita. Keith resolve se aproveitar dela, mas os dois acabam se apaixonando estranhamente.

## Enredo
Natalie Anderson (Elisabeth Harnois) é uma garota de dezessete anos com a vida aparentemente perfeita, que passa a maior parte de seu tempo jogando tênis para ingressar na Duke, uma faculdade bem conceituada, mas a bola de cristal que Natalie vive se quebra, quando ela conhece seu parceiro de laboratório Keith (Jesse McCartney) um rapaz problemático que vive com uma caminhonete amarela e tem uma vida bem diferente da dela. Sua mãe morreu e ele vive sozinho com o pai, por isso Keith criou um mundo de fantasia para fugir do real o que vai deixar Natalie e todos a sua volta muito atormentados. Aos poucos, Natalie vai descobrindo mais e mais sobre o rapaz, até que acaba por desvendar a razão para a forma como ele age. A trama do filme é seguida por diversas aventuras e romance.

## Elenco
- Jesse McCartney ... Keith[1]
- Elisabeth Harnois ...Natalie[1]
- Ron Carlson ... Professor de Inglês
- Margo Harshman ... Brooke[1]
- Jennifer Grey ... Caroline[1]
- Ian P. Nelson... Brian
- Ignacio Serricchio ... Raff
- Jessy Schram ... Courtney

## Recepção
O agregador de resenhas Rotten Tomatoes relatou uma pontuação média de 3/5, baseada em cinco avaliações da Common Sense Media. Já para o público, há um índice de aprovação de 82%, com uma pontuação média de 4,1/5, baseada em mais de 25 mil avaliações. Para além disso, o filme foi nomeado como uma "joia escondida" pelo BuzzFeed.